# Diaraphes
Diaraphes là một chi bọ cánh cứng trong họ 
Elateridae.
Chi này được miêu tả khoa học năm 1961 bởi Iablokov-Khnzorian.

## Các loài
Chi này có các loài:
- Diaraphes kozhantshikovi Iablokov-Khnzorian, 1961